# Byron M. Cutcheon

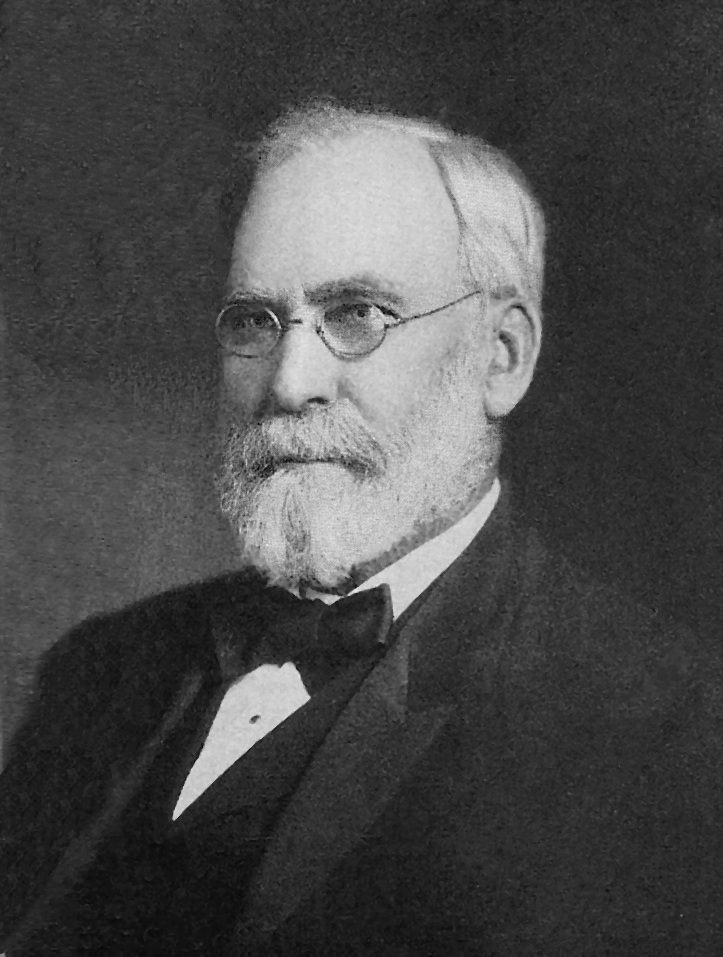
Byron M. Cutcheon (1906)

Byron Mac Cutcheon (* 11. Mai 1836 in Pembroke, New Hampshire; † 12. April 1908 in Ypsilanti, Michigan) war ein US-amerikanischer Politiker. Zwischen 1883 und 1891 vertrat er den Bundesstaat Michigan im US-Repräsentantenhaus.

## Werdegang
Nach dem frühen Tod seiner Eltern wuchs Byron Cutcheon als Waise auf. Als Kind arbeitete er in einer Baumwollspinnerei, um seine Schulausbildung finanzieren zu können. Er besuchte die öffentlichen Schulen seiner Heimat und die Pembroke Academy. Anschließend arbeitete er in Pembroke für einige Jahre als Lehrer, ehe er im Jahr 1855 nach Ypsilanti in Michigan zog. Im Jahr 1857 leitete er die Birmingham Academy im Oakland County. Gleichzeitig setzte er seine eigene Ausbildung mit Studien am Ypsilanti Seminary und der University of Michigan in Ann Arbor fort. Dort machte er im Jahr 1861 seinen Abschluss. In den Jahren 1861 und 1862 unterrichtete er an der Ypsilanti High School klassische Sprachen.
Während des Bürgerkrieges war Cutcheon ab 1862 Offizier im Heer der Union. Bis zu seinem Ausscheiden aus der Armee im März 1865 hatte er es dort bis zum Oberst gebracht. Für seine Verdienste erhielt er später (1891) vom Kongress die Medal of Honor. Nach einem anschließenden Jurastudium an der University of Michigan und seiner im Jahr 1866 erfolgten Zulassung als Rechtsanwalt begann er in Ionia und ein Jahr später in Manistee in seinem neuen Beruf zu arbeiten. Politisch war Cutcheon Mitglied der Republikanischen Partei. Zwischen 1867 und 1883 gehörte er dem Eisenbahnkontrollausschuss des Staates Michigan an. Von 1870 bis 1873 war er juristischer Vertreter der Gemeinde Manistee und im Jahr 1873 wurde er Staatsanwalt im Manistee County. Dieses Amt bekleidete er bis 1874. Außerdem war er in den Jahren 1875 bis 1881 Vorstandsmitglied der University of Michigan. In seinem damaligen Wohnort Manistee bekleidete er von 1877 bis 1883 das Amt des Posthalters.
Bei den Kongresswahlen des Jahres 1882 wurde er im neunten Wahlbezirk von Michigan in das US-Repräsentantenhaus in Washington, D.C. gewählt, wo er am 4. März 1883 die Nachfolge von Jay Abel Hubbell antrat. Nach drei Wiederwahlen konnte er bis zum 3. März 1891 vier Legislaturperioden im Kongress absolvieren. Von 1889 bis 1891 war er Vorsitzender des Militärausschusses. Im Jahr 1890 unterlag Cutcheon dem Demokraten Harrison H. Wheeler. Zwischen 1891 und 1895 war er ziviles Mitglied im Board of Ordnance and Fortifications, einem Militärausschuss, der sich unter anderem mit Befestigungen befasste. In den Jahren 1895 bis 1897 verfasste er auch einige Beiträge für Zeitungen in Detroit. Ansonsten arbeitete er als Anwalt in Grand Rapids. Byron Cutcheon starb am 12. April 1908 in Ypsilanti. Er war seit 1863 mit Marie A. Warner verheiratet, mit der er fünf Kinder hatte.